# 挽畜

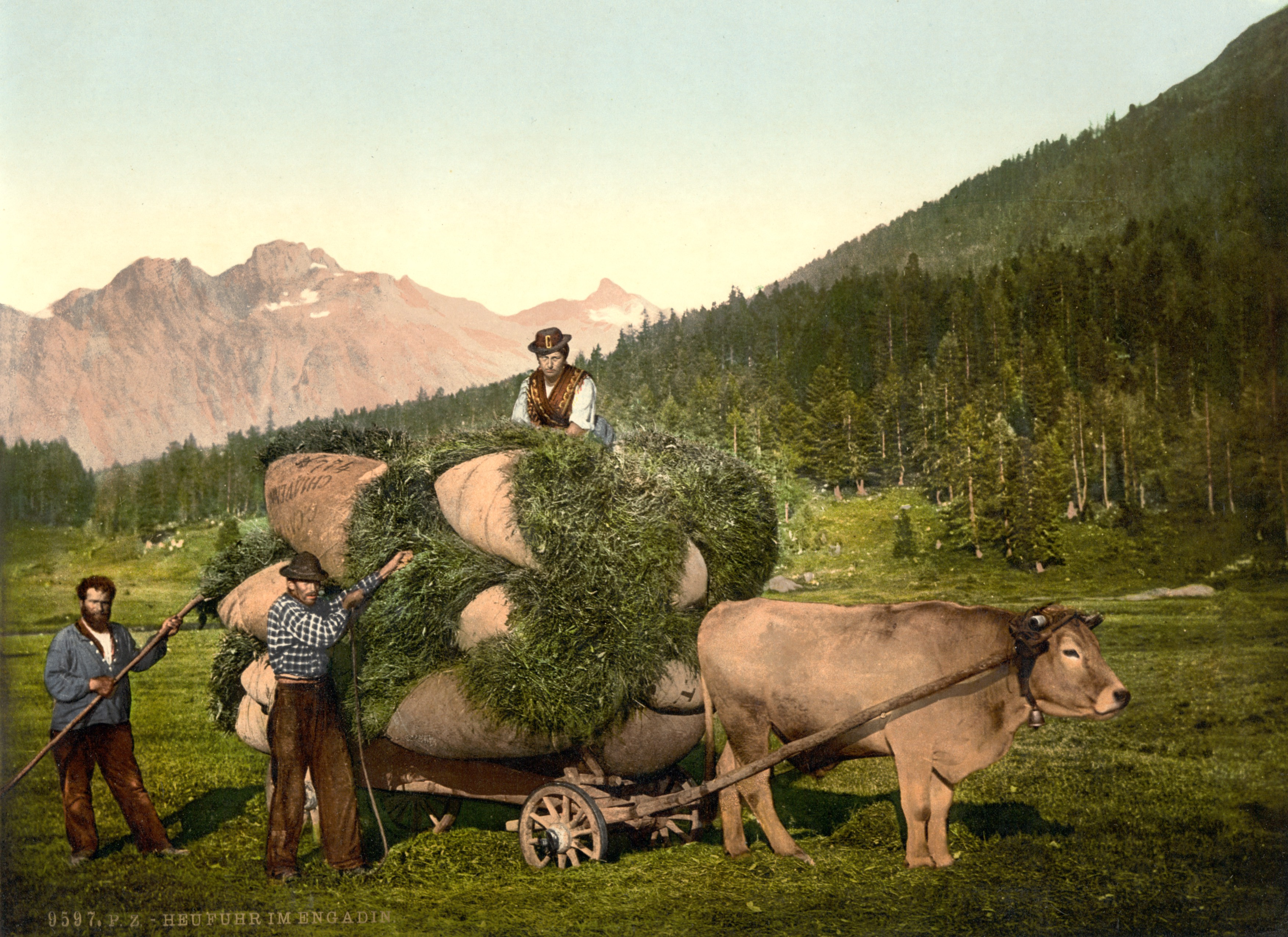
恩加丁的牛车，1900年左右

挽畜是用于牵引的役用動物，有些直接拖拉货物；有些通过牵引拖车、雪橇等交通工具来运输人员、货物；有些从事生产，如牵引犁、磨坊。与驮畜不同，挽畜是通过牵拉而不是将货物拴在背上来运货。

## 图集

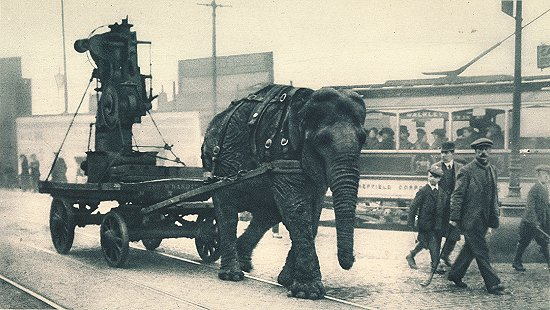
第一次世界大战中的大象
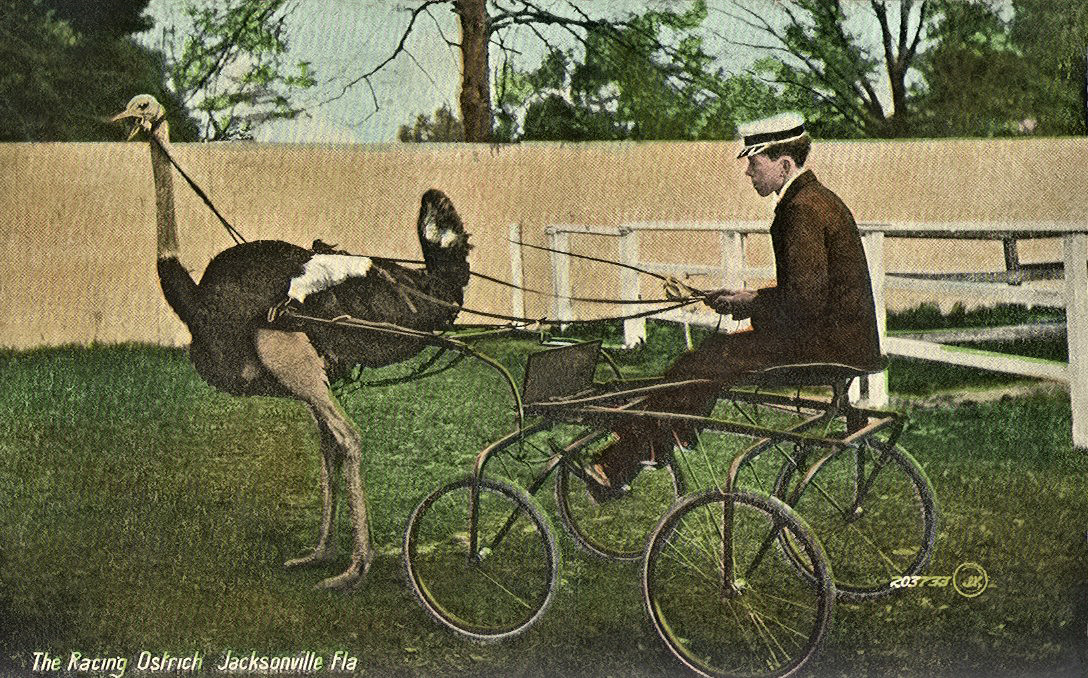
拉车的鸵鸟
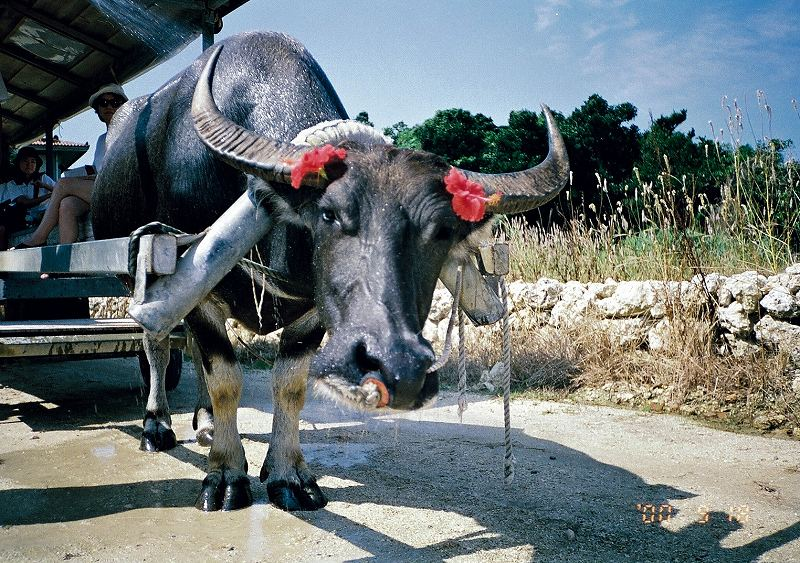
日本的水牛
阿拉斯加的雪橇犬